# Sky-Watcher
Sky-Watcher (Skajvočer) je kompanija osnovana 1999. godine koja se specijalizuje u prodaji teleskopa i prateće opreme. Kompanija je osnovana u Tajvanu od strane Tajvanske kompanije za tehnologiju (eng. Synta Technology Corporation of Taiwan). Zadužena za proizvodnju većine delova je korporacija iz Suzhoua u Kini, Tajvanska kompanija optičke tehnologije (eng. Synta Taiwan's Suzhou Synta Optical Technology Co.). Uvoz teleskopa ove marke u Evropu, SAD i Kanadu počeo je 2000. godine.

## Oprema
Sky-Watcher kompanija nudi 11 vrsta teleskopa

### Esprit
Esprit serija teleskopa predstavlja (80ED, 100ED, 120ED i 150ED) su apohromatske refraktore sa minimalnom aberacijom i distorzijom svetlosnih zraka. Promer sočiva je 48mm. Poseduju fokalni korektor za umanjivanje krivljenja slike na obodu vidnog polja. Tubus je bele boje.

### Equinox
Serije Equinox su apohromatski refraktori sa ekstra niskom disperzijom (eng. Extra-low dispersion (ED)) a promer sočiva se kreće između 66 i 120 mm zavisno od modela, a i dužina tubusa je duža, time i f broj (odnos žižne daljine i promera sočiva ili ogledala). Ovi teleskopi su veoma zgodni za astrofotografiju. Tubus im je crne boje.

### ED refraktori
Ovi apohromatski refraktori su prečnika sočiva 80 do 120 mm (3.15" - 4.72") sa ekstra niskom disperzijom (ED). Pogodni su za astrofotografiju zbog svog velikog f broja. Tubus je crne boje iz kolekcije "Black Diamond" i sastoji se iz dva dela.

### Refraktori
detaljnije na stranici refraktori
Serije refraktora su apohromatke vrste prečnika sočiva od 70 do 150 mm (2.76" - 5.91"). Za manje vrste najčešće se koriste alt-azimutne montaže dok su za veće refraktore popularnije ekvatorijalne montaže. Tubusi su dugački, plave boje napravljeni od aluminijuma.

### Reflektori
detaljnije na stranici reflektori
Serija reflektora Sky-watcher marke su pravljeni od aluminijuma a prekriveni slojem silicijum dioksida. Koriste odgledala za prikupljanje i usmeravanje svetlosti. Tubusi su veći nego kod refraktora, prečnika ogledala od 76 do 254mm (2.99" – 10.00"). Najčešće se nalaze na ekvatorijalnim montažama, mada se manje vrste (76 mm) mogu naći i na alt-azimutnim montažama. Mogu imati mali, srednji ili veliki f broj u zavisnosti od vrste posmatranja. Tubusi su crni, iz kolekcije "Black Diamond"

### Stoni teleskopi
Ovi teleskopi su veoma praktično dizajnirani. Visoki su svega 330mm (13") na ekvatorijalnoj montaži. Prodaju se i kao reflektori (prečnika ogledala 130 mm) i kao refraktori (prečnika sočiva 90mm). Prodaje se čak i jedna vrsta maksutov teleskopa prečnika ogledala 90mm. Mogu imati mali i srednji f broj. Tubusi mogu biti raznih boja, najčešće crveni ili plavi.

### Dobson teleskopi
Tradicionalni dobson teleskopi su čvsti, iz jednog dela, Predstavljaju reflektor postavljen na dobson alt-azimutnu montažu. Prečnici ogledala su veliki, od 153 do 305mm. Imaju srednji ili veliki f broj. Loši su za astrofotografiju ali dobri za vizuelna posmatranja. Za malo para mogu se dobiti dosta veliki dobson teleskopi, zbog jednostavnije i jeftinije montaže. Tubusi su bele boje.

### Flex dobson teleskopi
Flex dobson teleskopi su vrsta teleskopa na dobson montaži prečnika ogledala od 200 do 406mm. Slični su običnim dobson teleskopima samo što su crne boje a srednji deo tubusa može da se smanjuje ili povećava, pa su samim time praktični za prenos.

### Kratki refraktori
Serija kratkih refraktora su ahromatski refraktorski teleskopi čiji su tubusi kompaktni i veoma kratki i sastoje se iz dva dela. Mogu biti na alt-azimutnoj ili ekvatorijalnoj montaži. Prečnik sočiva se kreće od 70 do 150mm. Tubusi su plave boje. Najbolje ih je koristiti za terestrička snimanja.

### Maksutov-Kasegrejn
Maksutov-Kasegrejn teleskopi su kompaktni, laki za prenos i veoma precizni. Koriste se isključivo na ekvatorijalnim montažama a prečnika ogledala su od 90 do 180mm. Predstavljaju kombinaciju reflektora i refraktora i imaju velik f broj. Tubus je od aluminijuma, plave boje, mada noviji modeli pripadaju "Black Diamond" kolekciji i crni su.

### Montaže
- Alt-Azimutne: AZ1, AZ2, AZ3, i AZ4
- Ekvatorijalne: EQ1, EQ2, EQ3, i EQ5
- SynScan GoTo: EQ3 SynScan, EQ5 SynScan, HEQ5, EQ6, AZ-EQ6 i EQ8